# Hemikolektomie

Schema der Dickdarmanatomie:
(1) Aufsteigender Grimmdarm (Colon ascendens)
(2) Querverlaufender Grimmdarm (Colon transversum)
(3) Absteigender Grimmdarm (Colon descendens)
(4) Sigma (Colon sigmoideum)
(5) Mast- oder Enddarm (Rectum) und Anus.
Es fehlt die Markierung für den in der linken unteren Bildhälfte befindlichen Blinddarm (Caecum) mit anhängendem Wurmfortsatz (Appendix).

Eine Hemikolektomie ist die insbesondere beim Kolonkarzinom angezeigte operative Entfernung von etwa der Hälfte des Dickdarms.
Man unterscheidet
- linksseitige Hemikolektomie: Entfernung des linken Teils des Colon transversum, des Colon descendens und eines Teils des Colon sigmoideum mit anschließender Verbindung des Colon transversum mit dem Colon sigmoideum[2]
  - erweiterte: Bei Karzinomen der linken Flexur zusätzlich Erweiterung der Resektionsgrenzen von der rechten Flexur bis zum rektosigmoidalen Übergang und Abtragung des zur Arteria mesenterica inferior und zur Arteria colica media gehörigen Lymphabflussgebietes.[3]
- rechtsseitige Hemikolektomie: Entfernung des Colon ascendens und des rechten Teils des Colon transversum mit anschließender Verbindung des Dünndarms mit dem Colon transversum. Im Rahmen der Operation werden auch die letzten 10 bis 15 Zentimeter des Dünndarms als auch der Blinddarm entfernt.[2]
  - erweiterte: Bei Karzinomen der rechten Flexur und des proximalen Colon transversum zusätzlich Abtragung des gesamten Omentum majus mit dem Ligamentum gastrocolicum und der Arteria gastroomentalis dextra (Arteria gastroepiploica dextra) aus Gründen der möglichen größeren Lymphknotenmetastasierungen.[3]

Eine vollständige Entfernung des Dickdarms heißt Kolektomie.